# Alan Tyrrell
Alan Tyrrell (n. 27 iunie 1933, Bolobo, Bandundu Province⁠(d), RDC – d. 23 octombrie 2014) a fost un om politic britanic și membru al Parlamentului European în perioada 1979-1984 din partea Marii Britanii. 
1. ↑  Deputații în Parlamentul European